# FC Darwen
Der FC Darwen (offiziell: Darwen Football Club) war ein Fußballverein aus der in der nordwestenglischen Grafschaft Lancashire gelegenen Stadt Darwen. Der bereits 1870 gegründete Klub spielte zum Ende des 19. Jahrhunderts in der damals höchsten englischen Liga, zum Zeitpunkt seiner Auflösung war er aber nur noch in den niederklassigen Amateurligen zu finden.

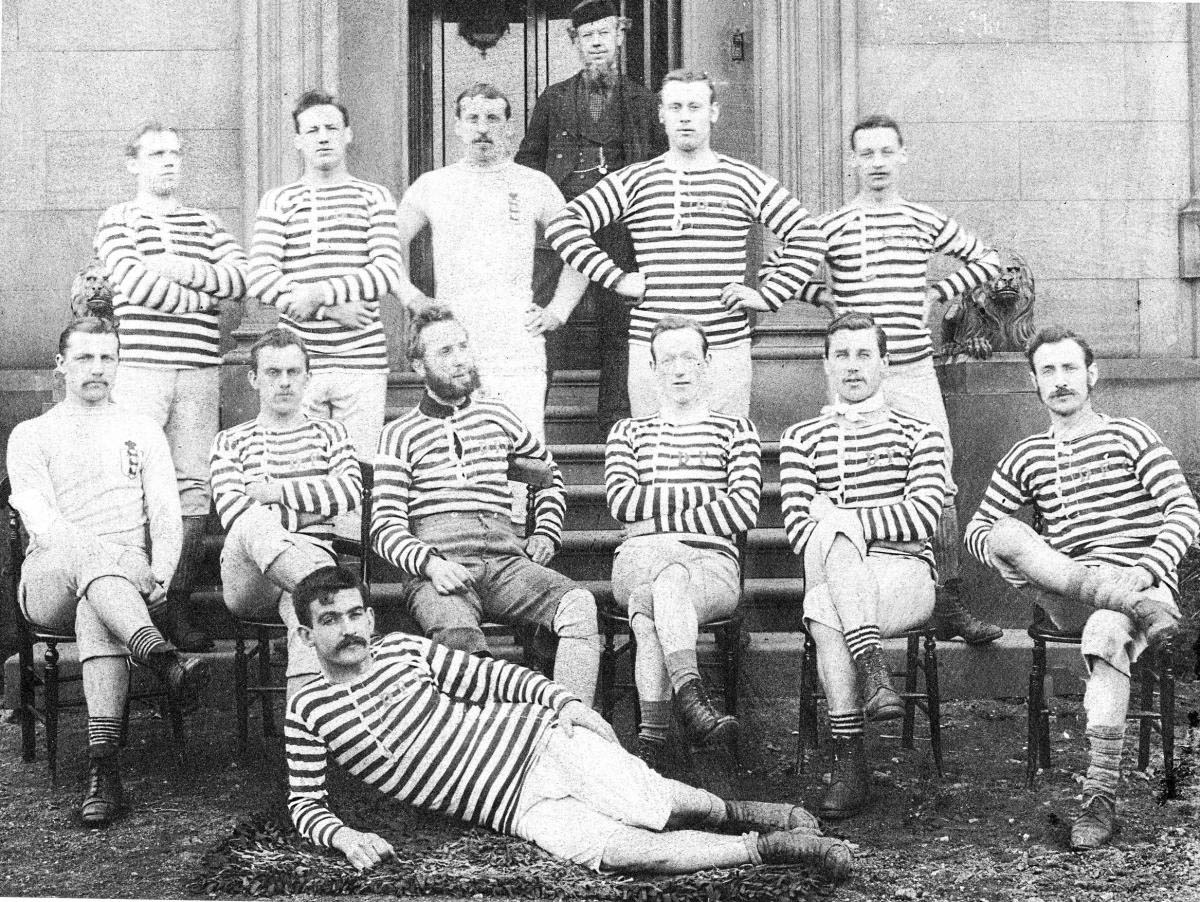
Darwen FC, 1879–80

Der ursprünglich als Fußball- und Cricketverein gegründete Klub spielte ab 1875 nach den offiziellen Fußballregeln des Verbands „FA“ und war im Jahre 1879 inmitten einer schweren Kontroverse, als er in einem Spiel des FA Cups mit dem Einsatz der beiden aus Glasgow stammenden Schotten Fergus "Fergie" Suter und Jimmy Love den strikten Amateurkodex verletzte (und damit Gegenstimmen provozierte, die den Mannschaften, die nicht ausschließlich aus Amateurspielern bestehen, das Teilnahmerecht an dem Pokalwettbewerb absprachen). Letztlich konnte die Aufregung aber beseitigt werden und der FC Darwen reiste insgesamt drei Mal zum Viertelfinale nach London, um im „Oval“-Stadion gegen die damals außergewöhnlich gute Amateurmannschaft der Old Etonians anzutreten. Nach zwei Spielen ohne Sieger – einem 5:5 folgte ein 2:2 – verlor der FC Darwen im zweiten Wiederholungsspiel mit 2:6. Im anschließenden Jahr wurde die Regel geändert, dass die letzten drei Runden des FA Cups in London gespielt wurden, da sich die Vereine aus dem Norden Englands aufgrund der langen Anreisezeiten erfolgreich gegen die vermeintliche Wettbewerbsverzerrung gewehrt hatten. Zudem fand der Wettbewerb nun in den Eingangsrunden in regionalen Gruppen statt. Der Klub erreichte im Jahre 1881 das FA-Cup-Halbfinale und verlor dort mit 1:4 gegen die Old Carthusians.
Zwischen 1891 und 1899 absolvierte der FC Darwen acht Spielzeiten in der englischen Profiliga „Football League“ und war dabei zwei Jahre erstklassig und spielte sechs weitere Jahre in der zweitklassigen Second Division. In der Saison 1898/99 verabschiedete sich der Verein in seiner letzten Profisaison nach einer Serie von 18 Niederlagen, was bis zum heutigen Tage einen Negativrekord darstellt (erst der FC Sunderland hätte im Jahre 2003 den Rekord fast eingestellt, als dies gerade noch von einem 2:0-Sieg gegen Preston North End im Stadion Deepdale verhindert werden konnte).
Auch ist bis heute die 0:12-Auswärtsniederlage des FC Darwen bei West Bromwich Albion aus der Saison 1891/92 die höchste Niederlage in der Geschichte des englischen Erstligafußballs. Es wird zudem vermutet, dass der Klub der erste seiner Art ist, der künstliches Flutlicht eingesetzt hat und über professionelle Fußballspieler in seinen eigenen Reihen verfügte.
Nach der Jahrhundertwende verschwand der Klub immer mehr in den Niederungen des englischen Fußballs. Nach dem Gewinn der Meisterschaft in der „Lancashire League“ im Jahre 1902 sind nur noch die zwei aufeinanderfolgenden Titelgewinne in der „Lancashire Combination“ in den Jahren 1931 und 1932 zu nennen. Kurz nach dem Ende des Zweiten Weltkrieges erreichte der Verein in der Saison 1946/47 die vierte Runde, verlor dort aber das Heimspiel gegen Lancaster City mit 2:5. Zuletzt spielte der Klub in der zehntklassigen „North West Counties Football League Division Two“. 2009 wurde er wegen offener Schulden liquidiert. Mit dem AFC Darwen wurde kurze Zeit später ein Nachfolgeklub ins Leben gerufen.

## Bekannte Spieler
- Thomas Brindle
- Horace Fairhurst
- Thurston Rostron
- Fergus Suter
- Joe Smith

## Trivia
In der 2020 auf Netflix erschienenen Fernsehserie The English Game geht es, historisch nicht ganz korrekt, um die Phase des FC Darwen, in der die zwei schottischen Gastspieler, Fergus Suter und Jimmy Love, unter Vertrag standen.